# افغانیت
افغانیت (به انگلیسی: Afghanite) با فرمول (Na,Ca,K)8[Al6Si6O24](SO4,Cl2,CO3)3·0.5H2O یک کانی آلومینیوم، سدیم و پتاسیم است. شکل ساختاری این کانی شش‌گوشه است.